# Méline Nocandy
Méline Nocandy (født 25. februar 1998 i Saint-Claude) er en fransk håndboldspiller, som spiller for Paris 92 og det franske landshold.